# Saint-Denis-székesegyház
A Saint-Denis székesegyház (franciául: Basilique royale de Saint-Denis) Párizstól északra, az azonos nevű településen található gótikus templom, amely a Lutetiából Bellovacumba vezető régi római út mellett helyezkedik el. A középkortól egészen a francia forradalomig ez volt a francia királyok temetkezési helye. A Saint-Denis-i egyházmegye székesegyháza.

## Kezdetek
Szent Dénes Franciaország védőszentje és a Párizsi főegyházmegye első püspöke 250 körül ezen a helyen szenvedett vértanúhalált. Sírja már a 4. században népszerű zarándokhellyé vált. A sír fölé kisebb mauzóleumot építettek, amit később bazilikává bővítettek. A régészeti kutatások alapján feltételezhető, hogy 475-re készült el a mostani apátsági templom elődje. I. Klodvig uralkodásától kezdve a frank arisztokrácia tagjai közül sokan temetkeztek Párizs első püspöke mellé. I. Dagobert a 7. században kibővíttette a templomot és gazdag adományokkal látta el.
Kis Pipin, akit 754-ben itt koronáztak frank királlyá, fogadalmat tett a templom újjáépítésére, de a munkálatok csak halála után 769 körül kezdődtek el. 775 februárjában Fulrad apát szentelte fel az egyhajós, 80 méter hosszú épületet. 877-ben itt temették el Kopasz Károlyt, Nagy Károly unokáját. Capet Hugó uralkodásától vált a templom hivatalosan is a francia királyok temetkezőhelyévé. Az apátság jogi helyzete egészen sajátos volt: mivel itt őrizték Franciaország védőszentjének ereklyéjét, mentesült mindenfajta feudális és egyházi tehertől, ezenkívül közvetlenül a király fennhatósága alatt állt.

## Suger apát kora

### A nyugati homlokzat
Az újabb átépítés 1137 körül kezdődött, Suger apát irányításával. A munkálatok a karoling templom kibővítésével indultak, új homlokzatot és szentélyt építettek hozzá. Az építkezést a nyugati homlokzattal kezdték, ami a kéttornyos normandiai templomok mintáját követte. A homlokzat 1140 körül készült el, a tornyok befejezetlenek maradtak.
Három kapujának díszítése a gótikus szobrászat legkorábbi alkotása, itt jelent meg először a gótikus kapuzat szervezett rendszere, szoborszerűen kiképzett pillérekkel. A faragványok Franciaország uralkodóit ábrázolták. A kapuk szobordíszítése nagyrészt elpusztult, vagy túlságosan nagy mértékben „restaurálták” (a lényeget érintően megváltoztatták a szobrokat).
A középső kapu szobordíszei az utolsó ítéletet jelenítik meg, a déli kapun Szent Dénes és két társa a börtönben; az északi kapun mártírhaláluk látható.

### A szentély

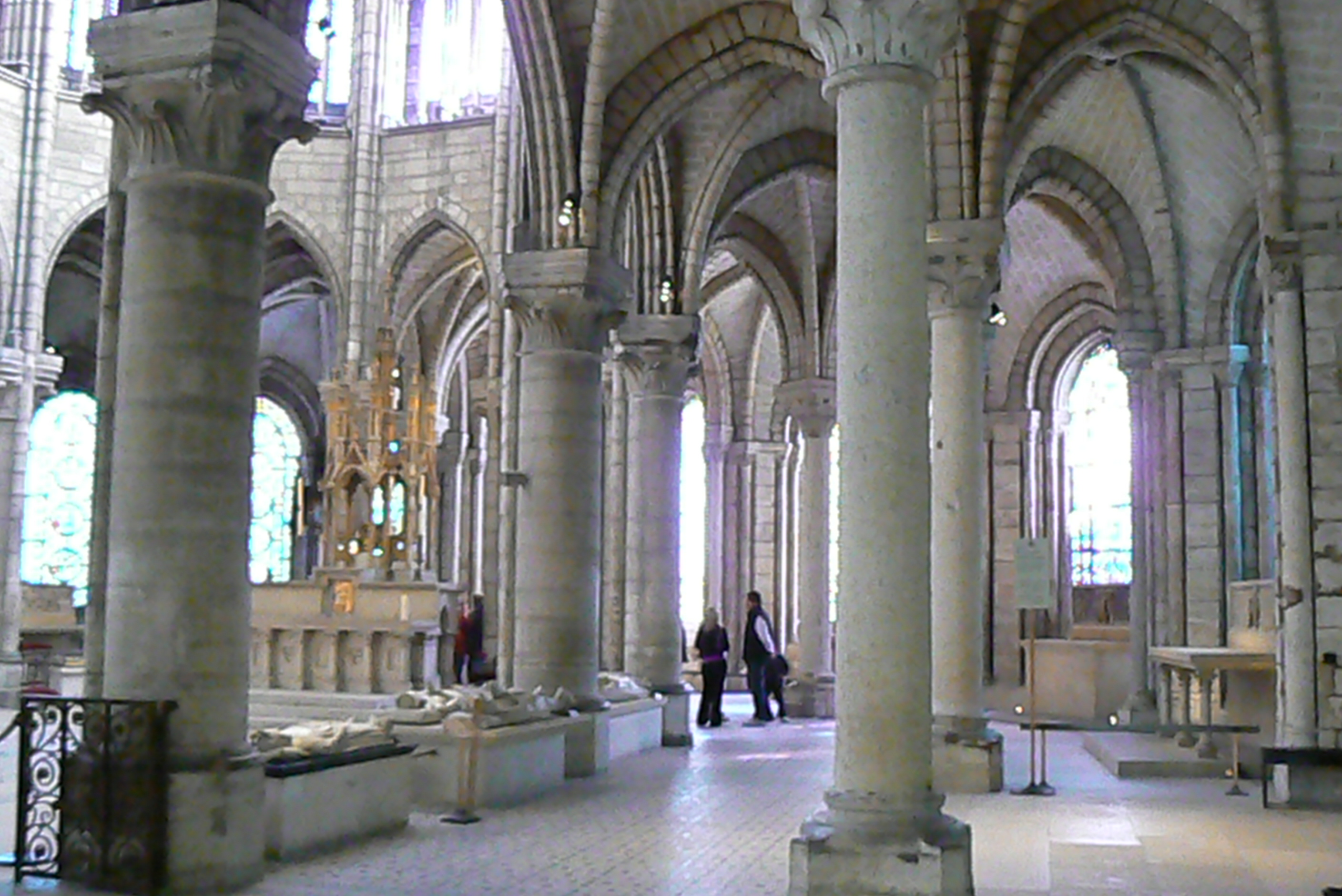
A szentély

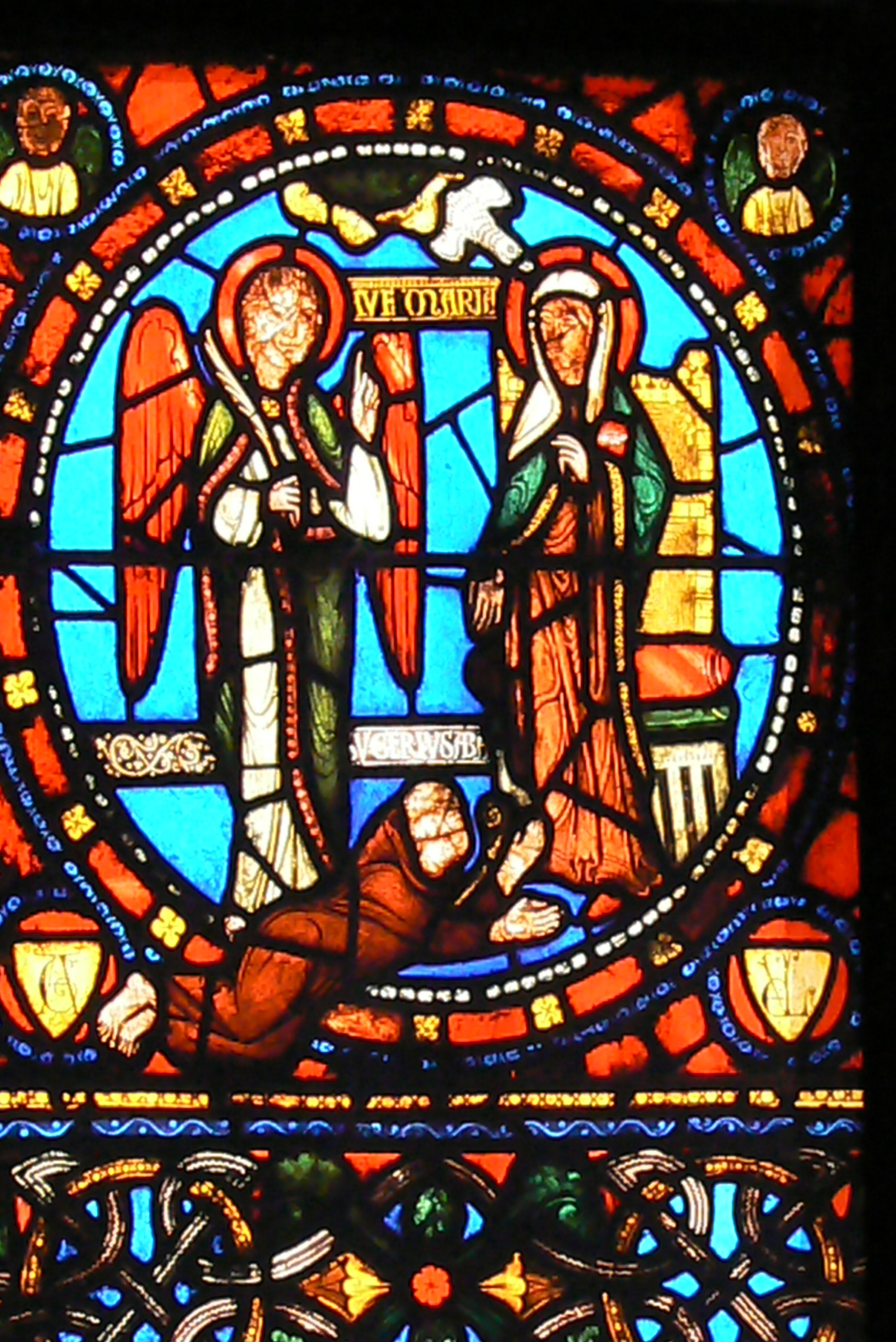
Suger apát a szentély egyik üvegablakán

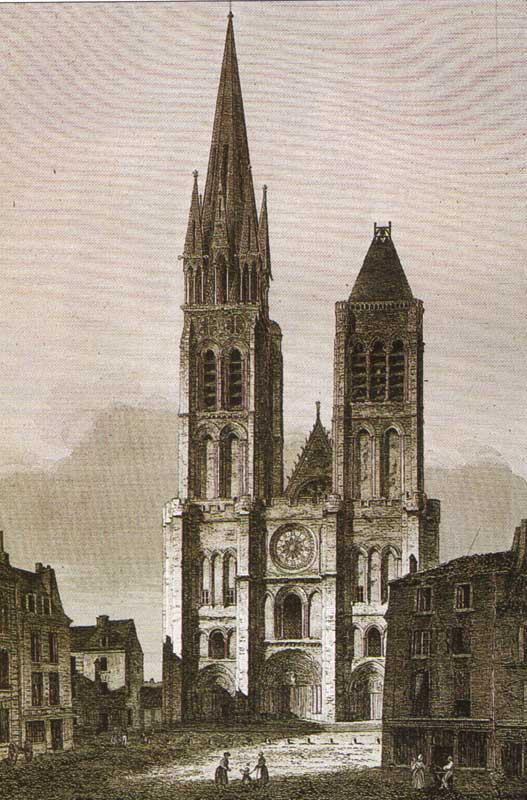
Saint-Denis-székesegyház nyugati homlokzata, az északi torony lebontása előtt

Még mielőtt a nyugati homlokzat elkészült volna, Suger hozzákezdett a szentély újjáépítéséhez. A munkálatokat 1140 és 1144 között végezték el. A szentélyben a kettős szentélykörüljárót kilenc kápolnából álló kápolnakoszorú övezi. A fényt hatalmas, majdnem földig érő ablakok biztosították, az apát ugyanis az isteni fény metaforájának tartotta a fényárban úszó templombelsőt. Építészével együtt más megoldások mellett először egyesítette a burgundi (csúcsív) és a normann (bordás keresztboltozat) elemeket. Ennek alapján a „gótika megalkotójának” tekinthetjük. A szerkezet teljes súlyát néhány kiemelt pontra terhelték, így a falak teherbíró szerepe háttérbe szorult. 1231 után a szentélyt – ellenőrizetlen információ szerint statikai problémák miatt – át kellett építeni (bár ebben az időben sok egyéb oka is lehetett az átépítésnek), így napjainkban Suger apát művéből már csak kevés látható.
1143. január 19-én óriási vihar pusztított Párizsban, amely több házat rombadöntött, de az épülőfélben levő székesegyháznak nem esett bántódása. A katedrálist 1144-ben VII. Lajos király és felesége jelenlétében szentelték fel. A felszenteléskor Szent Dénes ereklyéit a király személyesen helyezte el az új szentélyben. Ez a tény bizonyítja milyen szorosra kívánták fűzni a kapcsolatot a szent hagyomány és a francia királyság között. Sugér apátnak köszönhetően az apátsági templom sokrétű és politikailag roppant jelentős szerepet játszott a királyság életében.
1124-től egészen a 15. századig a hadba vonuló királyok az apátság zászlóját is magukkal vitték a csatákba, hogy Szent Dénes védelmében részesüljenek, akit a királyság különleges patrónusának tekintettek.

## IX. Lajos uralkodásától a francia forradalomig

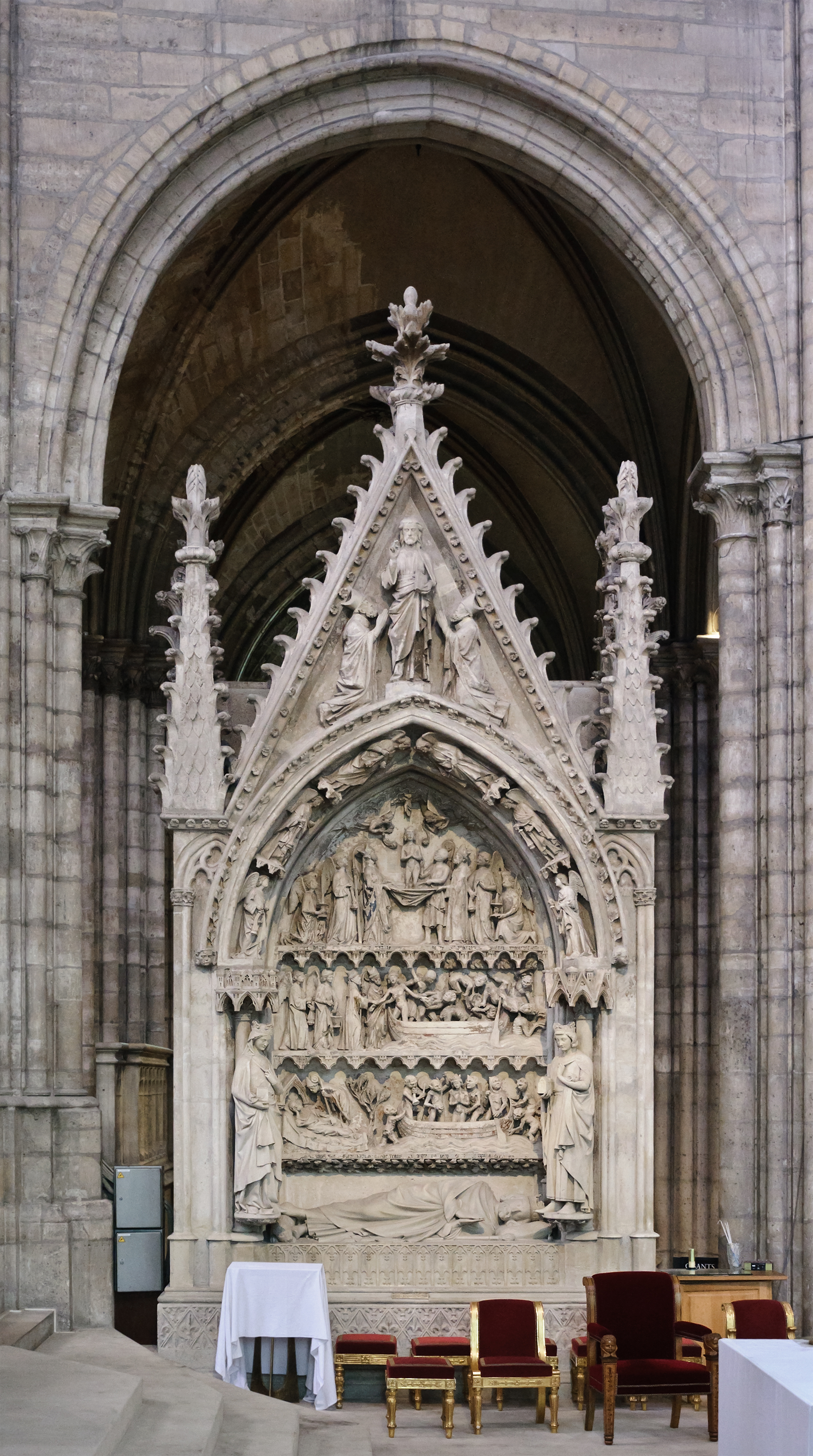
I. Dagobert síremléke

IX. (Szent) Lajos utasítására Eudes Clement apát újabb építkezésekbe kezdett, hogy a székesegyház méltó párja legyen a többi észak-franciaországi épületnek. A munkát 1231-ben kezdték, először a szentély közepét építették újjá, hogy majd összhangba kerüljön az új főhajóval, amely később felváltotta a Karoling-kori épületet. A király ezenkívül elrendelte, hogy keressék meg a templomban eltemetett elődei földi maradványait. 16 testet találtak, részükre a király szobrokat készíttetett. Minden elhunytat hasonló módon – hanyattfekve – ábrázoltak, hogy ezzel is erősítsék a Meroving, Karoling és Capeting uralkodók közötti történelmi folytonosságot. 1250 körül IX. Lajos I. Dagobert királynak egy, a többiekétől eltérő síremléket emeltetett. Domborműve – a francia gótikus szobrászat egyik szép példája – Szent Dénest ábrázolja, ahogy megmenti Dagobert lelkét a gonosztól.
1245-ben Eudes Clement Rouen érseke lett, így a munkálatok Guillaume de Mussoris vezetésével folytak 1245 és 1254 között, majd az építkezés 1270-ig egy komoly gazdasági válság miatt szünetelt. 1380 után a királyság és az apátság közötti kapcsolat meggyengült, a hadba vonuló királyok 1418 után már nem vitték magukkal a háborúkba Szent Dénes zászlóját.
A 15. és a 16. század alatt a székesegyházat többször is kifosztották, de az épület nem szenvedett komolyabb károsodást.
1610-ben itt koronázták meg Medici Mária királynét, majd egyre több nagyszabású egyházi eseményt tartottak a épületben, amely jelentősen hozzájárult a katedrális állagának komoly leromlásához. A 17. század folyamán kisebb átalakításokat végeztek, amelyekből napjainkban már semmi sem látható.
1789-ben a francia forradalom alatt a sírokat feldúlták, a maradványokat két tömegsírba temették. A síremlékek nagy része múzeumba került, így megmaradtak az utókor számára. 1794-ben a szerzeteseket elűzték, az épület réztetőjét lebontották, és beolvasztották, így éveken keresztül beázott. Később gabonaraktárnak használták, szóba került az is, hogy fedett piactérré alakítják át.

## Napóleon uralkodásától a 20. századig

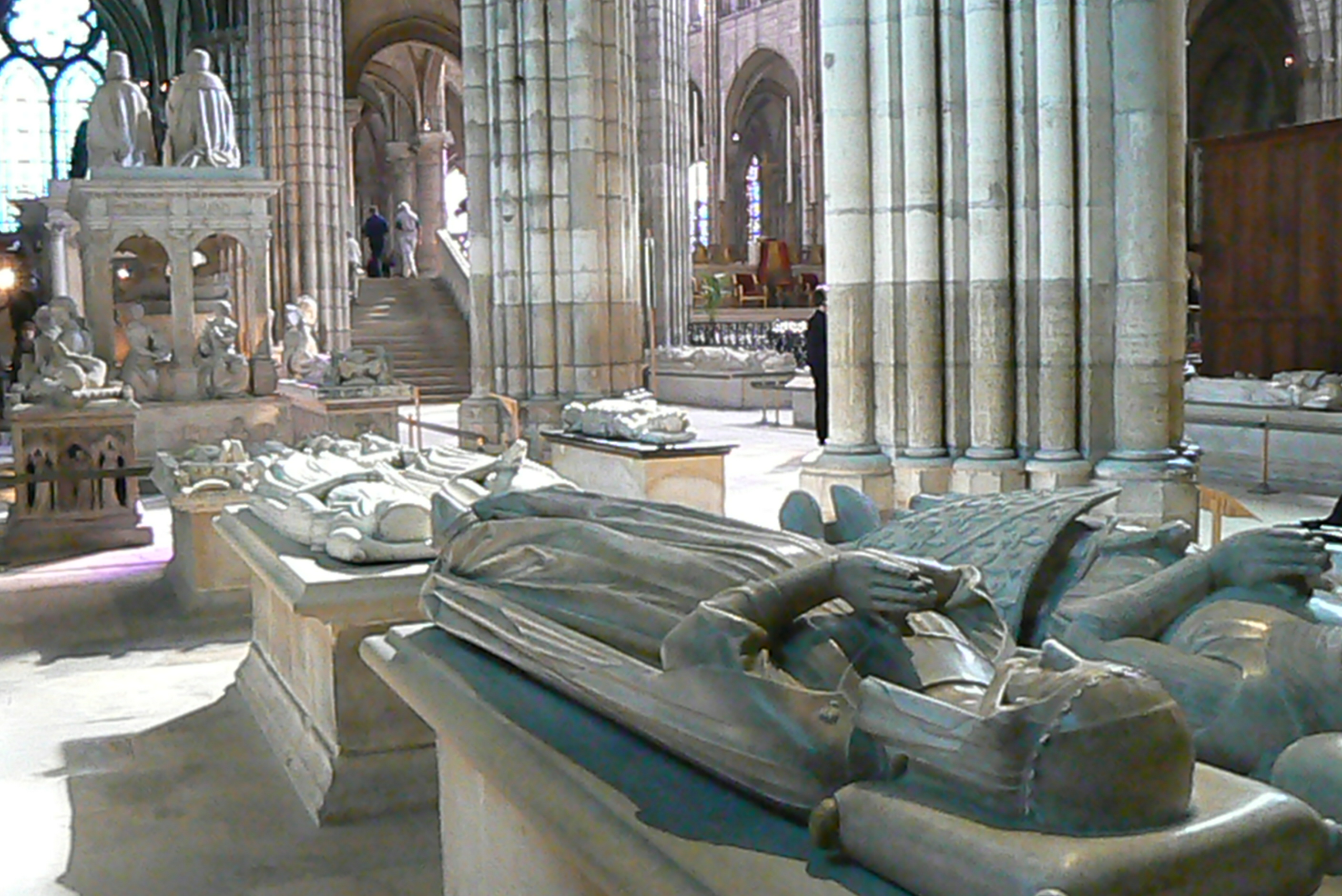
Síremlékek az oldalhajóban

1805-ben a hatalma csúcsán lévő I. Napóleon császár dinasztiájának jövendő sírhelyévé választotta, és három kápolnát építtetett a korábbi királyi házak emlékére. 1806. február 20-án elrendelte a székesegyház helyreállítását, ami hatalmas összeget emésztett fel, és erősen megosztotta a közvéleményt. A Bourbon-restauráció után, 1817-ben felnyitották a két tömegsírt, de a maradványokat lehetetlen volt azonosítani, így azokat egy, a székesegyház kriptájában kialakított csontkamrában helyezték el, az uralkodók listáját márványtáblán tüntették fel. (A 21. században a modern genetika eredményeire épülő új vizsgálatsorozat kezdődött).
Az 1830-as júliusi forradalom után már nem történt további idetemetkezés. Az utolsó Bourbon-házi király, X. Károly és családtagjai ausztriai emigrációban hunytak el. A krajnai Görzben (ma Nova Gorica, Szlovénia) álló ferences rendi Castagnavizza (Kostanjevica) kolostor Bourbon-kriptájában nyugszanak, amit ezért „Kis Saint-Denis”-nek is neveznek. Lajos Fülöp király és az Orléans-ház tagjai a dreux-i Szent Lajos királyi kápolnában temetkeztek.
1837 júniusában villám csapott a székesegyház északi tornyába, amely komoly károkat szenvedett. Az újjáépítést azonnal megkezdték, de statikai problémák miatt az új torony saját súlya alatt majdnem összeomlott, így azt le kellett bontani.
Az épületben az utolsó, kisebb átalakítást 1952-ben végezték el, amikor néhány síremlék új, végleges helyére került.
Az régészeti feltárások 1938-ban kezdődtek és egészen 1977-ig tartottak. Meroving-korabeli sírokat, és a régebbi épületek alapjait sikerült azonosítani.

## Uralkodók, akiket a székesegyházban temettek el
Három kivételével a francia királyokat mind a bazilikában temették el, valamint néhány más uralkodót is. A korai uralkodók maradványait eltávolították a megsemmisített Szent Genevieve-apátságból. A bazilikában eltemetett uralkodók közül néhány:
- I. Klodvig (481–511)
- I. Childebert (511–558)
- I. Dagobert (629–639)
- II. Klodvig (639–657)
- Kis Pipin (751–768)
- I. Karlmann (768–771)
- Kopasz Károly (840–877)
- III.Lajos (879–882)
- Capet Hugó (987–996)
- II. Jámbor Róbert (996–1031)
- I. Henrik (1031–1060)
- VI. Kövér Lajos (1108–1137)
- VII. Ifjú Lajos (1137–1180)
- II. Fülöp Ágost (1180–1223)
- VIII. Lajos (1223–1226)
- IX. Szent Lajos (1226–1270)
- III. Merész Fülöp (1270–1285)
- IV. Szép Fülöp (1285–1314)
- X. Civakodó Lajos (1314–1316)
- V. Hosszú Fülöp (1316–1322
- VI. Szép Károly (1322–1328)
- VI. Fülöp (1328–1350)
- II. Jó János (1350–1364)
- V. Bölcs Károly (1364–1380)
- VI. Károly (1380–1422)
- VII. Károly (1483–1498)
- XII. Lajos (1498–1515)
- I. Ferenc (1515–1547)
- II. Henrik (1547–1559)
- Medici Katalin (1547-1559) (újratemetés után került át a teste)

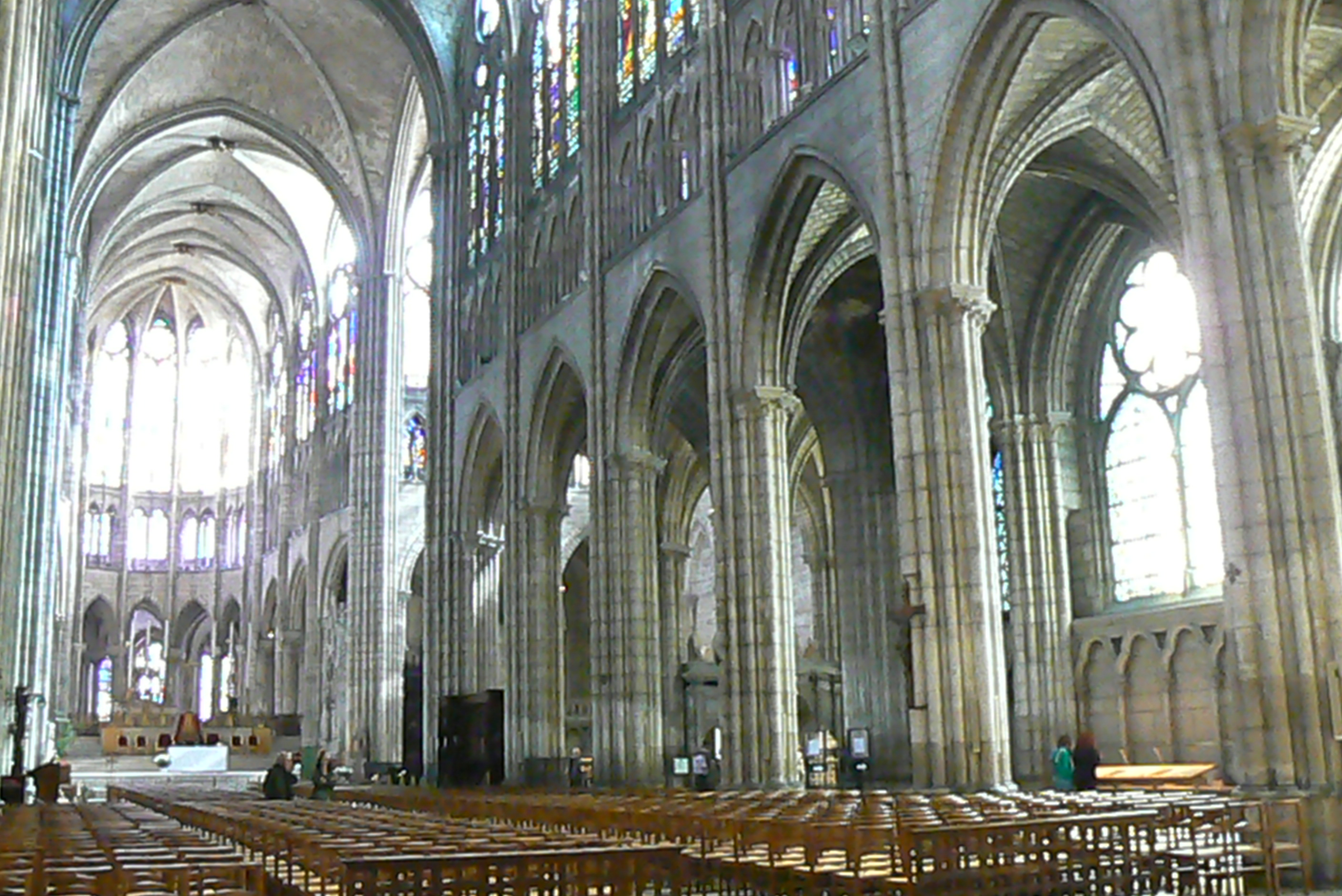
Főhajó

- II. Ferenc (1559–1560)
- III. Henrik (1574–1589)
- IV. Henrik (1589–1610)
- XIII. Lajos (1610–1643)
- XIV. Lajos (1643–1715)
- XV. Lajos (1715–1774)
- XVI. Lajos (1774–1793)
- XVIII. Lajos (1814–1824)